# Страховий посередник
Страховий посередник — одна із трьох головних дійових осіб на страховому ринку поряд зі страхувальником і страховиком.
Страхова індустрія використовує різні типи посередників та їх комбінації. Посередницькі функції можуть виконувати: персонал страхових компаній, агенти, брокери, банки, туристичні агентства, відділення зв'язку, агентства нерухомості, автосалони тощо.
Закон України «Про страхування» дає таке визначення посередників: "Страховики можуть здійснювати страхову діяльність через страхових посередників (страхових агентів і страхових брокерів).
Страхові агенти — громадяни або юридичні особи, які діють від імені та за дорученням страховика та виконують частину його страхової діяльності (укладання договорів страхування, одержання страхових платежів, виконання робіт, пов'язаних з виплатами страхових сум і страхового відшкодування). Страхові агенти є представниками страховика і діють в його інтересах за комісійну винагороду на підставі договору із страховиком.
Страхові брокери — громадяни або юридичні особи, які зареєстровані у встановленому порядку як суб'єкти підприємницької діяльності та здійснюють посередницьку діяльність на страховому ринку від свого імені на підставі доручень страхувальника або страховика.
Діяльність страхових агентів і страхових брокерів багато в чому має спільні риси, але юридичний статус таких осіб різний. Страховий агент є уповноваженим страховика і діє згідно з агентською угодою на визначеній території. Страховий брокер, навпаки, є уповноваженим страхувальника або страхової компанії, що бажає перестрахувати ризики за взятими на себе зобов'язаннями. Клієнт доручає брокерові здійснювати всі необхідні дії, пов'язані з управлінням своїми договорами страхування (перестрахування) і розміщенням їх у страховій компанії на вибір брокера. Незалежність брокера від страховика або перестраховика (тобто від другої сторони угоди) — ключова відмінність брокера від агента. Саме незалежність брокера є гарантом того, що він, обираючи страхову компанію для свого клієнта, керується виключно інтересами останнього.
У різних країнах світу співвідношення між кількістю агентів та брокерів, що діють на страховому ринку, помітно різні. На одних ринках переважають агенти, на інших — брокери. Наприклад, нідерландський страховий ринок називають «брокерським», У Франції 42 % страхових продуктів зі страхування життя продається через банки. Брокери Великої Британії забезпечують 70 % страхування, відмінного від страхування життя, та 44 % страхування життя. У Німеччині 50 % ризиків у промисловості страхується за посередництвом кептивних брокерів, а 65 % страхування життя та автомобільного транспорту провадять страхові агенти. Має значення те, як історично розвивався страховий ринок у тій чи іншій країні, особливості законодавчої системи, національні традиції та деякі інші фактори.
Види діяльності, що їх здійснюють страхові агенти та страхові брокери, згідно з Міжнародною стандартною галузевою класифікацією всіх видів економічної діяльності належать до розділу «Фінансове посередництво». Нині існує третій переглянутий варіант цієї класифікації, який підготовлено Департаментом міжнародних та соціальних питань статистичного управління Організації Об'єднаних Націй в 1990 році.
У міжнародній практиці використовують узагальнене визначення діяльності страхових брокерів та страхових агентів.
Діяльність страхових брокерів визначена як професійна діяльність осіб, які, діючи з повною свободою вибору підприємства, зводять разом, з метою страхування або перестрахування, осіб, що мають потребу в страхуванні або перестрахуванні, тоді як страхові або перестрахові підприємства виконують підготовчу роботу для укладання договорів страхування або перестрахування і, де це доречно, надають допомогу в застосовуванні і виконанні таких договорів, зокрема в разі виникнення вимог страхового відшкодування.
Діяльність страхових агентів визначена як професійна діяльність осіб, що мають інструкцію з одного чи більшої кількості контрактів або уповноважені діяти від імені та за дорученням (або лише за дорученням) одного чи більше страхових підприємств з надання, пропонування і виконання підготовчої роботи для укладання або з укладання договорів страхування чи з надання допомоги в застосовуванні та виконанні таких договорів, зокрема при виникненні вимог страхового відшкодування.
Загалом вважається, що страхові компанії несуть повну фінансову відповідальність за дії (професійні) своїх агентів. При цьому постає ряд проблем, коли йдеться про агентів, які працюють на кілька компаній. Щодо страхових брокерів існують деякі види гарантій покриття їхньої професійної відповідальності. Найпоширенішим, а в багатьох країнах обов'язковим, є страхування професійної відповідальності страхових брокерів. Існує також вид гарантії у формі банківського депозиту. В Україні досі не існує механізму надання фінансових гарантій з боку страхових посередників.
З розвитком та поглибленням відносин на страховому ринку України роль страхових посередників зростатиме, що піде на користь як страхувальникам, так і страховикам. При цьому забезпечуватиметься постійне поліпшення якості страхових продуктів за рахунок налагодження тісніших взаємостосунків страхових посередників і страхувальників.